# Tepidimonas alkaliphilus
Tepidimonas alkaliphilus es una bacteria gramnegativa del género Tepidimonas. Fue descrita en el año 2019. Su etimología hace referencia a alcalina. Es aerobia y móvil por flagelo polar. Tiene un tamaño de 0,6-0,7 μm de ancho por 1-1,6 μm de largo. Forma colonias circulares, lisas y no pigmentadas en agar R2A. Temperatura de crecimiento entre 37-55 °C, óptima de 45 °C. Catalasa y oxidasa positivas. Se ha aislado de una fuente hidrotermal en China. 